# Свасьян, Карен Араевич
Каре́н Ара́евич Свасья́н (арм. Կարեն Արայի Սվասյան; 2 января 1948, Тбилиси, Грузинская ССР, СССР — 9 сентября 2024, Базель, Швейцария) — советский и армянский философ (специалист по истории философии, культурологии и теории познания), историк культуры, литературовед, переводчик и антропософ.

## Биографические сведения
В 1954—1965 годах учился в средней школе в г. Ереване.
С 1965 по 1970 год изучал философию, а также английскую и французскую филологию на филологическом факультете Ереванского государственного университета.
С 1971 по 1993 год являлся младшим, а затем старшим и ведущим научным сотрудником Института философии и права АН Армянской ССР.
В 1978 году становится кандидатом философских наук («Эстетическая сущность интуитивной философии А. Бергсона»), в 1981 — доктором философских наук («Проблема символа в современной философии»).
В 1985 году становится профессором Ереванского университета.
В 1997 году приглашённый профессор Инсбрукского Университета (летний семестр) на факультетах философии и славистики (курсы по теории познания, теории символа и литературного перевода).
С 1993 года жил в Базеле, Швейцария, в качестве свободного писателя и доцента. Выступал с лекциями в Швейцарии, Германии, Австрии, Франции и России. Писал в основном на русском и немецком языках. Умер 9 сентября 2024 года в возрасте 76 лет.
Впервые получил широкую известность в качестве составителя, редактора и одного из переводчиков двухтомного собрания сочинений Ф. Ницше, вышедшего в России впервые после революции (М., 1990). К. А. Свасьян автор вступительной статьи, примечаний и комментариев к этому изданию. Автор книги «Становление европейской науки» Архивная копия от 29 августа 2006 на Wayback Machine (Ереван, 1990). Переводчик и автор комментариев книги О. Шпенглера «Закат Европы. Очерки морфологии мировой истории» (т. 1. М.,1993, т. 2. М., 1998). Переводчик «Сонетов к Орфею» Р. М. Рильке.

## Награды
- Лауреат премии имени Гумбольдта (1994).
- Первое место в конкурсе философских сочинений Института Философии РАН (2009).

## Философия
Для философских воззрений К. А. Свасьяна характерна их соотнесенность с историей философии и культуры, с одной стороны, и с философско-антропологической проблематикой, с другой. Сама история философии рассматривается при этом как история судеб сознания, но не в гегелевско-феноменологическом аспекте сознания вообще, а скорее в смысле некоей последовательно и на более высоком, духовном, уровне продолженной естественной истории творения Геккеля. Понятая так, философия, от досократиков и Платона до Гартмана, Штирнера и Ницше, имеет целью не осмысление мира, а — через последнее — самооткровение и саморазвитие человеческой индивидуальности. Если венцом творения в смысле эволюционной теории является человек как биологическая особь, то неизбежно встает вопрос о венце творения в человеке как таковом. Этот вопрос: что́ в самом человеке кульминирует собственно человеческое, как собственно человеческое кульминирует чисто природное? — указывает единственно на мышление. Мышление есть (духовно) высшее в человеке, подобно тому как (биологический) человек есть высшее в природе. История философии примыкает в этом смысле к истории творения и продолжает её. Это значит: если эволюционная теория (тематически) принадлежит к истории философии, то лишь потому, что и история философии в свою очередь принадлежит (онтологически) к эволюции как наивысшая и совершенная ступень её. В продолженной таким образом и выведенной в духовное антропогении: человек как высший член природы, мышление как высший член человека, решающим оказывается последний вопрос, где антропогенез естественной истории Геккеля, переросший в пневматогенез истории философии как таковой, корректируется и потенцируется в абсолютном индивидуализме Макса Штирнера: Если мышление есть высшее в человеке, то путь эволюции после Штирнера, для которого человек — это либо пустое слово, либо конкретный имярек, заостряется в вопрос: Чьё мышление? Ответ имманентен решению центральной проблемы истории философии от Парменида до Сартра: мышление философа, который сумел бы преодолеть hiatus между мышлением и бытием, между эссенцией и экзистенцией, между тем, что он мыслит, и тем, что он есть. Поиск такого философа, определяющий весь круг философских интересов К. А. Свасьяна, привел его, после долгих блужданий по историко-философскому пространству (основные этапы: Гераклит, Платон, Аристотель, Ориген, неоплатонизм, Абеляр, Фома, Декарт, Лейбниц, Кант, немецкий идеализм, Штирнер, Гартман, Ницше, Гуссерль), к мировоззрению Рудольфа Штейнера, в котором его «философская» судьба совпала с его «частной» судьбой. На русском языке эта проблематика нашла своё наиболее прегнантное выражение в статье К. А. Свасьяна «Антропософия», написанной им для Философской энциклопедии.